# لوچانه
لوچانه (به صربی: Lučane) یک منطقهٔ مسکونی در صربستان است که در بوجانوواچ واقع شده‌است. لوچانه ۱٬۰۹۱ نفر جمعیت دارد.